# Olympische Sommerspiele 1992/Teilnehmer (Amerikanische Jungferninseln)
| Gelbes Symbol für Goldmedaillen mit stilisierten Olympischen Ringen | Graues Symbol für Silbermedaillen mit stilisierten Olympischen Ringen | Braundes Symbol für Bronzemedaillen mit stilisierten Olympischen Ringen |
| ------------------------------------------------------------------- | --------------------------------------------------------------------- | ----------------------------------------------------------------------- |
| —                                                                   | —                                                                     | —                                                                       |

Die Amerikanischen Jungferninseln nahmen an den Olympischen Sommerspielen 1992 in Barcelona mit einer Delegation von 25 Sportlern (20 Männer, fünf Frauen) in fünf Sportarten teil. Es war die sechste Teilnahme an Olympischen Sommerspielen der Amerikanischen Jungferninseln. Fahnenträger bei der Eröffnungsfeier war die Leichtathletin Flora Hyacinth.

## Teilnehmer nach Sportarten

### Boxen
| Athleten       | Wettbewerb    | 1. Runde       | 1. Runde | Achtelfinale           | Achtelfinale | Viertelfinale | Viertelfinale | Halbfinale    | Halbfinale    | Finale        | Finale        | Rang |
| Athleten       | Wettbewerb    | Gegner         | Ergebnis | Gegner                 | Ergebnis     | Gegner        | Ergebnis      | Gegner        | Ergebnis      | Gegner        | Ergebnis      | Rang |
| -------------- | ------------- | -------------- | -------- | ---------------------- | ------------ | ------------- | ------------- | ------------- | ------------- | ------------- | ------------- | ---- |
| Herren         |               |                |          |                        |              |               |               |               |               |               |               |      |
| Gilberto Brown | Mittelgewicht | Lotfi Missaoui | 6-0      | Ariel Hernández        | 2-4          | ausgeschieden | ausgeschieden | ausgeschieden | ausgeschieden | ausgeschieden | ausgeschieden | 9    |
| Jacobo Garcia  | Leichtgewicht | Freilos        | Freilos  | Rashi Ali Hadj Matumla | 2-4          | ausgeschieden | ausgeschieden | ausgeschieden | ausgeschieden | ausgeschieden | ausgeschieden | 9    |

### Leichtathletik
Laufen und Gehen 
| Athleten                                                     | Wettbewerb | Vorlauf      | Vorlauf   | Viertelfinale | Viertelfinale | Halbfinale    | Halbfinale    | Finale        | Finale        | Rang |
| Athleten                                                     | Wettbewerb | Zeit         | Rang      | Zeit          | Rang          | Zeit          | Rang          | Zeit          | Rang          | Rang |
| ------------------------------------------------------------ | ---------- | ------------ | --------- | ------------- | ------------- | ------------- | ------------- | ------------- | ------------- | ---- |
| Herren                                                       |            |              |           |               |               |               |               |               |               |      |
| Calvin Dallas                                                | Marathon   | 2:38:11 h    | 2:38:11 h | 2:38:11 h     | 2:38:11 h     | 2:38:11 h     | 2:38:11 h     | 2:38:11 h     | 2:38:11 h     | 78   |
| Wendell Dickerson                                            | 200 m      | 21,78 s      | 4         | ausgeschieden | ausgeschieden | ausgeschieden | ausgeschieden | ausgeschieden | ausgeschieden | -    |
| Neville Hodge                                                | 100 m      | 10,71 s      | 4         | ausgeschieden | ausgeschieden | ausgeschieden | ausgeschieden | ausgeschieden | ausgeschieden | -    |
| Marlon Williams                                              | 5000 m     | 15:26,49 min | 12        | ausgeschieden | ausgeschieden | ausgeschieden | ausgeschieden | ausgeschieden | ausgeschieden | -    |
| Marlon Williams                                              | 10.000 m   | 31:22,13 min | 27        | ausgeschieden | ausgeschieden | ausgeschieden | ausgeschieden | ausgeschieden | ausgeschieden | -    |
| Desai Wynter                                                 | 400 m      | aufgegeben   |           | ausgeschieden | ausgeschieden | ausgeschieden | ausgeschieden | ausgeschieden | ausgeschieden | -    |
| Wendell Dickerson Neville Hodge Derry Pemberton Mitch Peters | 4 × 100 m  | 40,48 s      | 5         | ausgeschieden | ausgeschieden | ausgeschieden | ausgeschieden | ausgeschieden | ausgeschieden | -    |
| Damen                                                        |            |              |           |               |               |               |               |               |               |      |
| Ana Gutiérrez                                                | Marathon   | 3:14:02 h    | 3:14:02 h | 3:14:02 h     | 3:14:02 h     | 3:14:02 h     | 3:14:02 h     | 3:14:02 h     | 3:14:02 h     | 35   |
| Ruth Morris                                                  | 200 m      | 24,17 s      | 4         | 24,26 s       | 8             | ausgeschieden | ausgeschieden | ausgeschieden | ausgeschieden | -    |
| Ruth Morris                                                  | 400 m      | 54,37 s      | 5         | 54,92 s       | 8             | ausgeschieden | ausgeschieden | ausgeschieden | ausgeschieden | -    |

 Springen und Werfen 
| Athleten       | Wettbewerb | Qualifikation | Qualifikation | Finale     | Finale | Rang |
| Athleten       | Wettbewerb | Weite/Höhe    | Rang          | Weite/Höhe | Rang   | Rang |
| -------------- | ---------- | ------------- | ------------- | ---------- | ------ | ---- |
| Damen          |            |               |               |            |        |      |
| Flora Hyacinth | Dreisprung | 6,71 m        | 7             | 6,52 m     | 9      | 9    |

### Radsport

#### Straße
| Athleten    | Wettbewerb   | Zeit       | Rang |
| ----------- | ------------ | ---------- | ---- |
| Herren      |              |            |      |
| Chesen Frey | Einzelrennen | aufgegeben | -    |

### Reiten
| Athleten       | Wettbewerb | Strafpunkte                  | Rang |
| -------------- | ---------- | ---------------------------- | ---- |
| Jagdspringen   |            |                              |      |
| Charles Holzer | Einzel     | Aufgabe in der Qualifikation | -    |

### Schießen
| Herren         |                                 |     |    |
| Bruce Meredith | Kleinkalibergewehr liegend 50 m | 591 | 31 |

### Schwimmen
| Athleten          | Wettbewerb          | Vorlauf     | Vorlauf | Halbfinale    | Halbfinale    | Finale        | Finale        | Rang |
| Athleten          | Wettbewerb          | Zeit        | Rang    | Zeit          | Rang          | Zeit          | Rang          | Rang |
| ----------------- | ------------------- | ----------- | ------- | ------------- | ------------- | ------------- | ------------- | ---- |
| Herren            |                     |             |         |               |               |               |               |      |
| Laurent Alfred    | 50 m Freistil       | 24,66 s     | 3       | ausgeschieden | ausgeschieden | ausgeschieden | ausgeschieden | 48   |
| Laurent Alfred    | 100 m Freistil      | 54,89 s     | 5       | ausgeschieden | ausgeschieden | ausgeschieden | ausgeschieden | 60   |
| Laurent Alfred    | 200 m Freistil      | 2:04,59 min | 5       | ausgeschieden | ausgeschieden | ausgeschieden | ausgeschieden | 51   |
| Kristan Singleton | 100 m Schmetterling | 58,20 s     | 3       | ausgeschieden | ausgeschieden | ausgeschieden | ausgeschieden | 50   |
| Kristan Singleton | 200 m Schmetterling | 2:08,71 min | 1       | ausgeschieden | ausgeschieden | ausgeschieden | ausgeschieden | 39   |
| Damen             |                     |             |         |               |               |               |               |      |
| Shelley Cramer    | 50 m Freistil       | 27,84 s     | 3       | ausgeschieden | ausgeschieden | ausgeschieden | ausgeschieden | 40   |
| Shelley Cramer    | 100 m Freistil      | 59,99 s     | 5       | ausgeschieden | ausgeschieden | ausgeschieden | ausgeschieden | 39   |
| Shelley Cramer    | 100 m Schmetterling | 1:05,84 min | 7       | ausgeschieden | ausgeschieden | ausgeschieden | ausgeschieden | 43   |

### Segeln
| Herren                           |             |       |    |
| Mark Swanson                     | Finn-Dinghy | 148,0 | 23 |
| Jimmy Diaz                       | Windsurfen  | 288,0 | 30 |
| Jean Braure, Charlie Shipway     | Tornado     | 164,0 | 22 |
| John Foster sr., John Foster jr. | Tempest     | 170,0 | 20 |
| Damen                            |             |       |    |
| Lisa Neuburger                   | Windsurfen  | 160,7 | 13 |

## Weblink
- Olympiamannschaft der Amerikanischen Jungferninseln 1992 in der Datenbank von Sports-Reference (englisch; archiviert vom Original)